# ヴェスタリ・グラム・ナビ
ヴェスタリ・グラム・ナビ（1935年 - 1979年）は、アフガニスタンの政治家、軍人。ヌール・ムハンマド・タラキー政権の参謀総長（1978年 - 1979年）。

## 経歴
クナル州ダレー・マザル村出身。パシュトゥーン人。1952年、カブール幼年学校、1955年、カブール士官学校を卒業。
- 1955年 – 各種部隊の歩兵将校
- 1962年 – カブール士官学校の戦術教官、大尉
- 1973年 – 中央軍団に勤務
- 1973年 – アフガニスタン人民民主党、ハルク派に入党
- 1975年 – パクティア軍団に勤務

1976年、忠誠心を疑われ、予備役に編入。1978年の四月革命後、5月1日からナンガルハール州知事兼司令官、大佐。同年8月～11月、ヘラート州知事兼司令官。1978年11月～1979年1月、参謀総長。
1979年1月、駐ポーランド大使に任命され、現地で死去した。

## パーソナル
妻帯、2男2女を有した。